# Григорово (сельское поселение Гжельское)
Григо́рово — деревня в Раменском муниципальном районе Московской области. Входит в состав сельского поселения Гжельское. Население — 214 чел. (2010).

## Название
Название связано с именем Григор, сокращённой формой от календарного личного имени Григорий.

## География
Деревня Григорово расположена в северо-восточной части Раменского района, примерно в 10 км к северо-востоку от города Раменское. Высота над уровнем моря 140 м. Рядом с деревней протекает река Гжелка. В деревне 9 улиц. Ближайший населённый пункт — деревня Кошерово.

## История
В 1926 году деревня являлась центром Григоровского сельсовета Гжельской волости Бронницкого уезда Московской губернии.
С 1929 года — населённый пункт в составе Раменского района Московского округа Московской области.
До муниципальной реформы 2006 года деревня входила в состав Гжельского сельского округа Раменского района.

## Население
| 1926 | 2002 | 2010 |
| ---- | ---- | ---- |
| 359  | ↘183 | ↗214 |

В 1926 году в деревне проживало 359 человек (171 мужчина, 188 женщин), насчитывалось 67 крестьянских хозяйств. По переписи 2002 года — 183 человека (83 мужчины, 100 женщин).